# Султан, Грете
Грете Султан (англ. Grete Sultan, полное имя Иоганна Маргарете, нем. Johanna Margarete; 21 июня 1906, Берлин — 26 июня 2005, Нью-Йорк) — немецко-американская пианистка.
В детские годы училась у приезжавшего в Германию американского пианиста немецкого происхождения Рихарда Булига; затем в Берлинской Высшей школе музыки занималась у Леонида Крейцера, брала также частные уроки у Эдвина Фишера. До установления нацистского режима концертировала в Германии и Швейцарии. В 1930-е гг., в силу своего еврейского происхождения, могла выступать только на вечерах Еврейского культурного союза, затем и эти выступления прекратились. В 1941 г. Султан удалось бежать из Германии и через Лиссабон выехать в США. На протяжении многих десятилетий она преподавала в Нью-Йорке, совмещая педагогическую деятельность с концертной.
Наиболее значительное творческое содружество связало Султан с Джоном Кейджем, с которым она познакомилась в 1945 г. Грете Султан, в частности, Кейдж обязан знакомством с Кристианом Вулфом, который учился у неё как пианист и был направлен ею к Кейджу для занятий композицией: именно Вулф познакомил Кейджа с книгой «И-цзин», что во многом определило дальнейшую творческую эволюцию Кейджа. В 1974 г., узнав, что Султан собирается исполнять сочинение Кейджа «Музыка перемен», включающее разнообразные удары по инструменту, Кейдж (согласно его собственному признанию в беседе с Ричардом Костелянцем) решил, что «немолодой даме не стоит бить по фортепиано», и предложил Султан написать для неё другое, новое сочинение. Такое сочинение — масштабный цикл из 32 пьес, созданный по сложному алгоритму с использованием «И-цзин» и атласа звёздного неба Южного полушария, — было создано Кейджем в 1974—1975 гг. и получило название «Этюды Южного полушария» (Études Australes); Султан много исполняла его в разных странах и осуществила первую полную запись цикла.
Репертуар Султан включал в себя широкий спектр иных произведений, от «Гольдберг-вариаций» Иоганна Себастьяна Баха (Султан исполняла их на своём последнем публичном выступлении в 90-летнем возрасте) до сочинений Мортона Фелдмана.